# Kirche Grünberg (Ponitz)

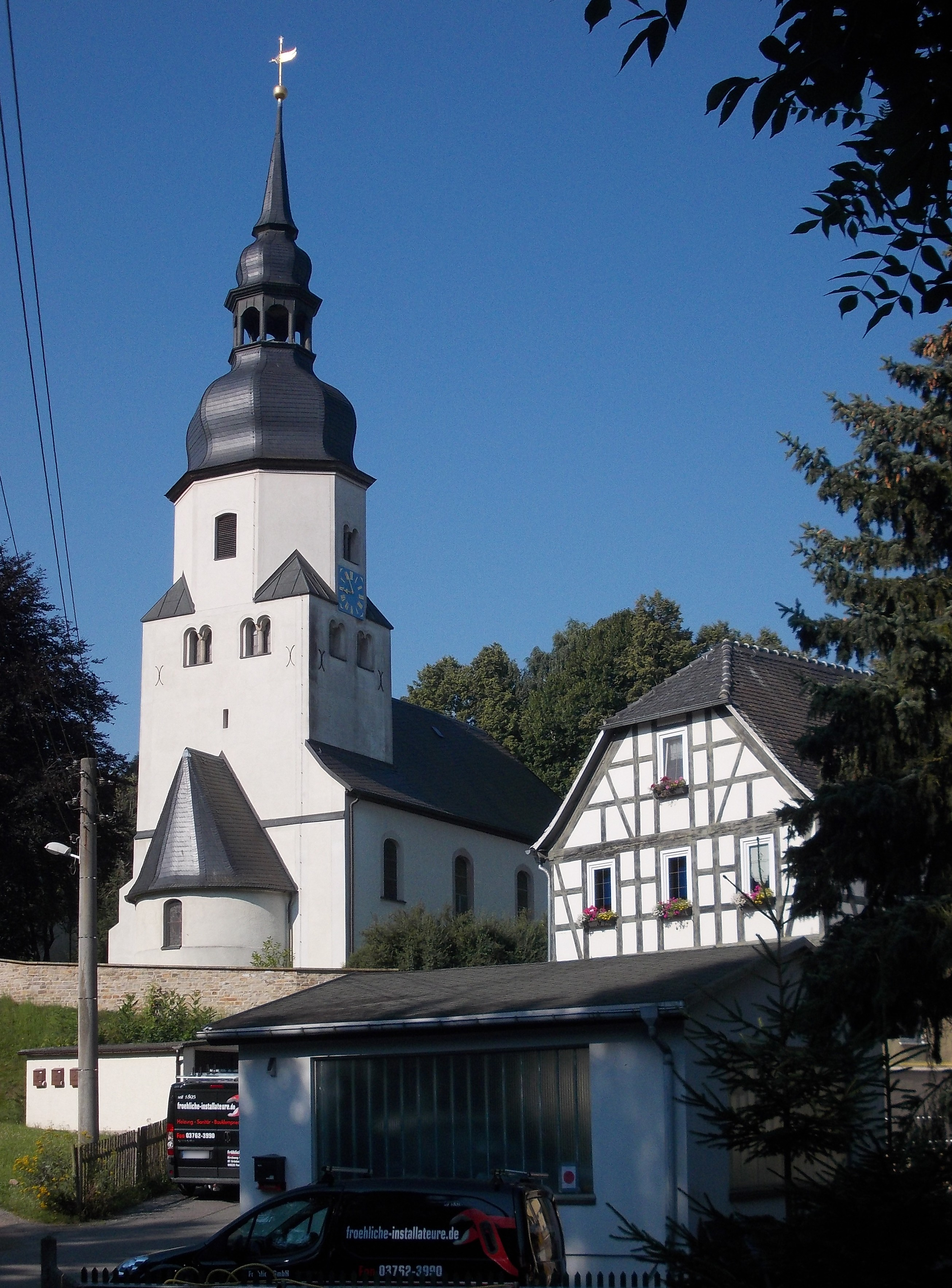
Kirche Grünberg (Ponitz)

Die evangelisch-lutherische Kirche Grünberg (Ponitz) steht an der Straße Am Kirchberg von Grünberg, einem Ortsteil der ostthüringischen Gemeinde Ponitz im Altenburger Land. Die Kirche gehört zur Kirchengemeinde Grünberg-Heyersdorf im Kirchenkreis Zwickau der Evangelisch-Lutherischen Landeskirche Sachsens.

## Beschreibung
In Grünberg gab es vor der Reformation ein Kloster der Zisterzienserinnen. Die zum Kloster gehörende Kirche aus dem 13. Jahrhundert existiert in ihrer einstigen Form nicht mehr. Das heutige breite Kirchenschiff wurde in den Jahren 1780 und 1781 gebaut. Es ist mit einem Satteldach bedeckt und hat im Westen ein schmales, seitlich erschlossenes Vestibül und im Osten einen eingezogenen, quadratischen Chorturm, der bereits 1698 gebaut wurde. An ihn schließt sich die Apsis an. Der Kirchturm hat einen achtseitigen Aufsatz, auf dem eine Haube sitzt, auf der eine offene Laterne thront. Die Fenster im Turm sind als Biforien gestaltet. Im nordöstliche Anbau befindet sich die Sakristei.
Das Joch des Chores hat ein gotisches Kreuzrippengewölbe. Der übrige Innenraum hat eine Flachdecke. Die Brüstungen der Emporen und die Decke wurden 1904 mit Schablonenmalerei im Jugendstil und Zitaten aus der Bibel versehen.
Die Kanzel und der Schalldeckel stehen an der rechten Seite des Triumphbogens. Zur Kirchenausstattung gehören auch zwei Statuen von  Maria.
Die Orgel mit 19 Registern, verteilt auf 2 Manuale und Pedal, wurde 1791 von Johann Gottlob Trampeli gebaut und 1905 von Heinrich Hegermann aus Altenburg umgebaut.